# Dollan

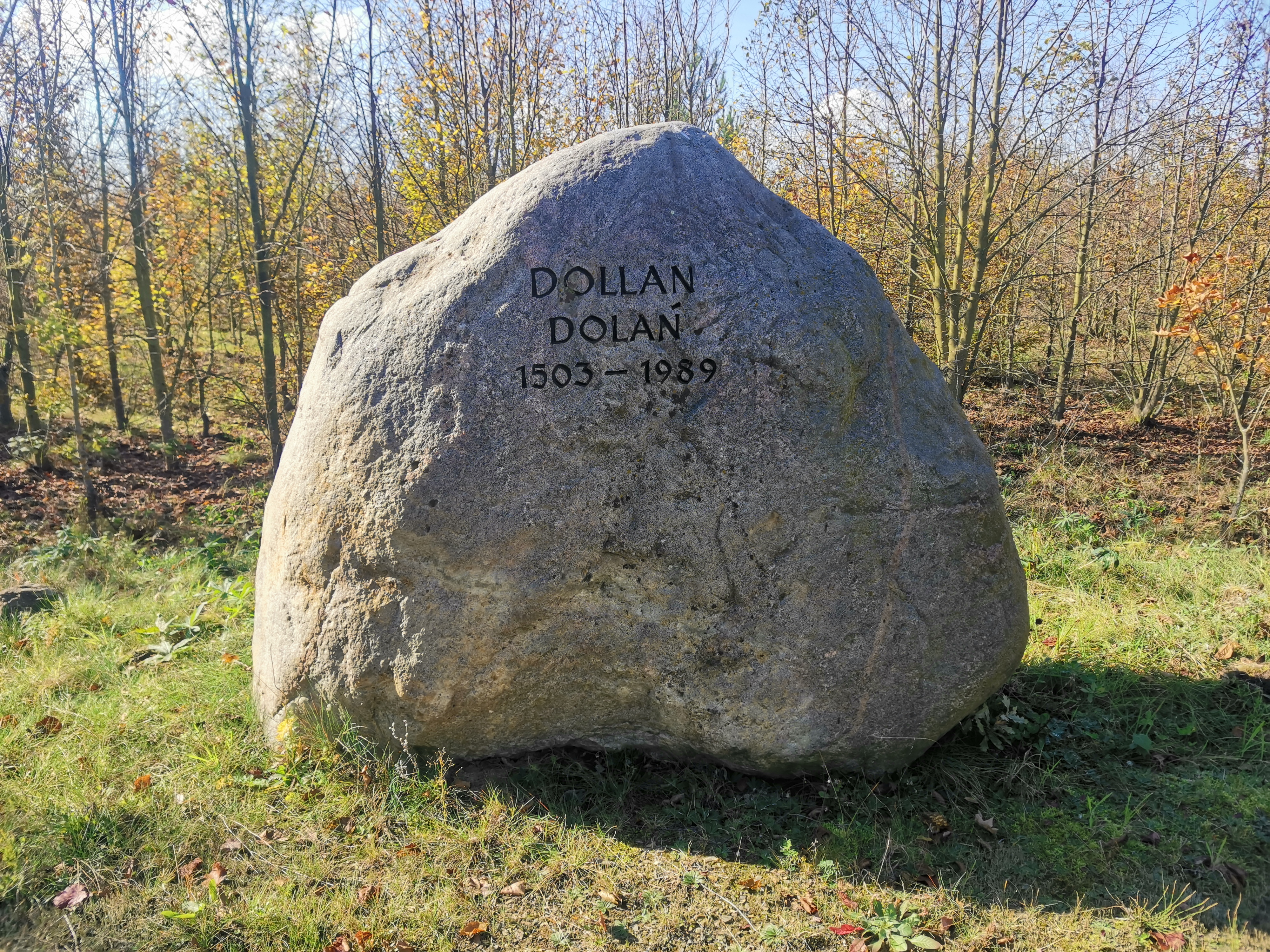
Findling an der ehemaligen Ortslage der Kolonie Dollan

Dollan, niedersorbisch Dolań, war ein Dorf in der Niederlausitz. Der damals zur Gemeinde Wolkenberg gehörende Ort wurde in den Jahren 1988 und 1989 umgesiedelt und kurz darauf vom Braunkohletagebau Welzow-Süd überbaggert. Die Ortsflur von Dollan gehört seit 1991 zur Stadt Spremberg im Landkreis Spree-Neiße. Zwischen 1939 und 1945 hieß der Ort Wolkenberg-Ausbau.

## Lage

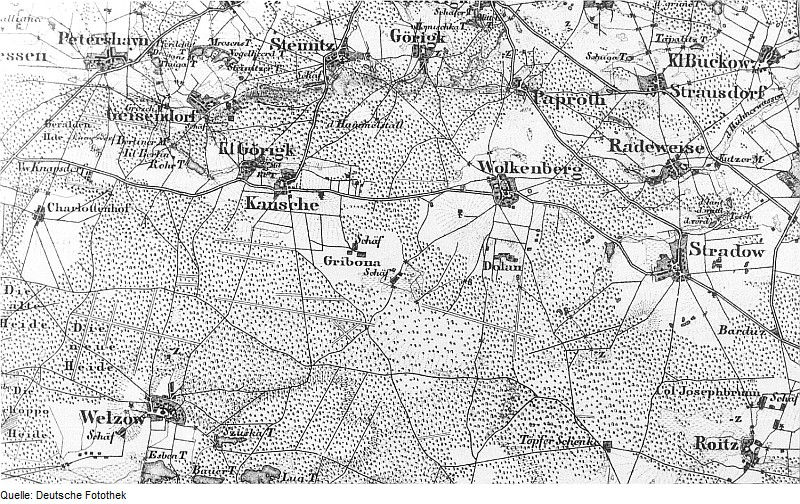
Dollan auf einer topographischen Karte aus dem 19. Jahrhundert

Dollan lag in der Niederlausitz zwischen den Städten Spremberg und Drebkau am Höhenzug der Steinitzer Alpen. Umliegende Ortschaften waren Wolkenberg im Norden, Radeweise im Nordosten, Stradow im Osten, Roitz im Südosten, Töpferschenke im Süden, Welzow im Südwesten, Gribona im Westen sowie Kausche und Steinitz im Nordwesten.
Bis auf Steinitz und Welzow sind alle umliegenden Ortschaften früher oder später ebenfalls abgebaggert worden.

## Geschichte
Der Ort Dollan wurde etwa im Jahr 1867 als Vorwerk der Gemeinde Wolkenberg gegründet. Die vorherrschende Sprache im Ort war Niedersorbisch, jedoch ging der Gebrauch der sorbischen Sprache bis ins 20. Jahrhunderts stark zurück. Ernst Tschernik zählte 1956 in der gesamten Gemeinde Wolkenberg mit ihren Ortsteilen Dollan, Gribona und Michholz nur noch drei sorbischsprachige Einwohner. 1939 wurde Dollan im Rahmen der nationalsozialistischen Germanisierung sorbischstämmiger Ortsnamen in Wolkenberg-Ausbau umbenannt, dies wurde 1945 wieder rückgängig gemacht.
1973 wurde Dollan aufgrund eines sinkenden Grundwasserspiegels an das Trinkwassernetz angeschlossen. 1988 begann man, die Bewohner Dollans nach Spremberg umzusiedeln. Die Umsiedlung wurde 1989 abgeschlossen, eine amtliche Umsiedlerzahl gibt es nicht. In den folgenden Monaten wurde Dollan abgerissen und die Ortslage vom Tagebau Welzow-Süd devastiert. Die ehemalige Ortslage von Dollan wird heute rekultiviert.